# André Theuriet
Pour les articles homonymes, voir André Theuriet (homonymie).
Claude-Adhémar Theuriet, dit André Theuriet, né le 8 octobre 1833 à Marly-le-Roi et mort le 23 avril 1907 à Bourg-la-Reine, est un poète, romancier et auteur dramatique français.

## Biographie

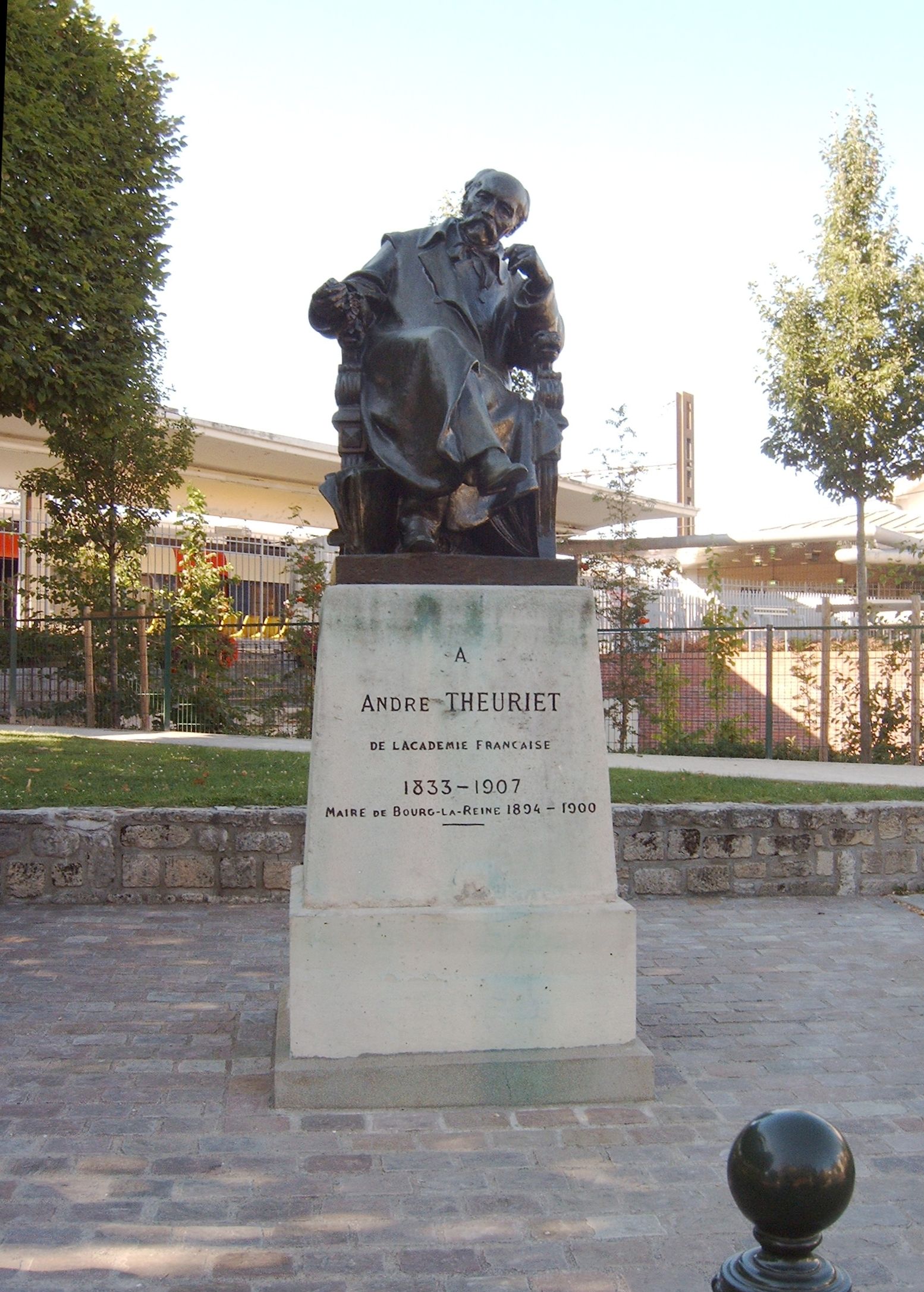
Charles Théodore Perron, Monument à André Theuriet (1913), Bourg-la-Reine.

André Theuriet voit le jour à Marly-le-Roi, d'un père bourguignon et d'une mère lorraine de Bar-le-Duc. En 1838, son père est nommé receveur des Domaines à Bar-le-Duc, toute la famille déménage. Il passe beaucoup de temps avec sa grand-mère qui lui apprend à lire. Un de ses grands plaisirs d'enfant est de rendre visite à une grand-tante un peu originale qui se déguise avec des rideaux, et qui déclame des vers.
Il est inscrit à la bibliothèque de la ville et ses préférences vont en matière de prose à Mérimée, Vigny, Balzac[réf. nécessaire] et en matière de poésie à Hugo, Musset, Vigny, Lamartine. Il fait son entrée en 1843 au collège Gilles de Trèves. On raconte qu'en rhétorique, il fait des vers. Il compose en grand secret des odes, des satires, des épîtres, et il transcrit ses premières productions dans un de ses cahiers de classe réservé aux mathématiques. Il s'avise même de faire publier, par un journal de la ville, une de ses poésies. Mal lui en prend : son professeur, ayant eu vent de la chose, s'amuse en classe à se moquer de ses vers. Il est à Civray en 1849, bachelier ès lettres le 19 juillet 1851[réf. nécessaire]. Il s'inscrit à la faculté de droit et participe au concours de l'Académie, en 1853, en présentant un poème de 400 vers sur l'Acropole, qui sera fort remarqué. Quelques mois après, il fait la connaissance de la fille du sous-préfet de Civray qui mourra en 1855 d'une angine de poitrine.Et ? Après avoir fait ses études à Bar-le-Duc (bachelier en droit le 28 novembre 1855), il est employé à la direction des Domaines à Auberive de 1856 à 1859, au poste de surnuméraire de l'enregistrement et des domaines ; à Tours de 1859 à 1863, puis à Amiens, avant de devenir chef de bureau à l'enregistrement en 1863, au ministère des Finances. Il commence à publier des poèmes et des nouvelles à la Revue des deux Mondes. En 1859, il fait la connaissance de celui qui allait être son meilleur ami : Camille Fistié.
À la guerre de 1870, il est au 19e bataillon de la 2e compagnie de la Garde nationale de la Seine. En 1871, il participe à la bataille de Buzenval. Il fera cette même année la rencontre d'Hélène Narat, sa future épouse.
En 1872, son drame, Jean-Marie, est représenté au Théâtre de l'Odéon.
En 1880, il épouse Hélène Narat, veuve du peintre Gabriel Lefebvre, un artiste renommé sous le Second Empire. D'après François Carez, c'était « une jeune fille charmante qu'il avait chantée — en amoureux rossignolant — dans le Livre de la Payse ». En 1893, il vend son appartement du no 30 rue Bonaparte à Paris et achète une maison au no 14 avenue Victor Hugo à Bourg-la-Reine qu'il nomme Bois-Fleuri, en souvenir de son roman Boisfleury.
Élu au conseil municipal de la ville en 1894, il en devient maire le 14 avril au décès de M. Jallon. Il fait réaliser deux grands tableaux par le peintre Menu pour orner la salle des mariages. Il démissionne de sa charge le 17 février 1900. Il est élu membre de l'Académie française le 10 décembre 1896, au fauteuil d'Alexandre Dumas fils, et il y est reçu par l'écrivain Paul Bourget. Le conseil municipal de Bourg-la-Reine fait réaliser par Pierre-Adrien Dalpayrat deux assiettes en porcelaine qui lui sont offertes. Il fut également membre de l'Académie de Stanislas.
Son épouse meurt le 2 septembre 1901.
André Theuriet est un écrivain qui chante les terroirs, les forêts, les petites villes bourgeoises avec une étonnante facilité à communier avec tous les pays où le mène sa profession. Ainsi, en Lorraine, en Argonne, dans la Haute-Marne, en Touraine, et dans le Poitou, on le considère comme un enfant du pays.
Il publie de nombreux romans sur Bar-le-Duc, le pays d'Auberive, la Touraine et le Poitou, la Savoie — il séjourna plusieurs étés à Talloires, sur les bords du lac d'Annecy — et l'Argonne. L'intrigue de ses romans est souvent conventionnelle et les personnages, dont le caractère est fixé d'emblée et n'évolue guère, incarnent tous les grands sentiments de l'époque, parfois d'une façon stéréotypée, moralement et politiquement modérée. L'auteur se défie également des parvenus et des démagogues, des révolutionnaires et des aristocrates réactionnaires et privilégie les caractères francs et honnêtes, qu'un heureux mariage, socialement convenable, vient souvent récompenser. Mais son œuvre laisse un témoignage précis et fidèle de la vie quotidienne dans les villes et villages de province où les passions semblent magnifiées par les paysages où elles naissent et le lyrisme de l'auteur. Theuriet connaît bien la nature et n'a pas son pareil en sa génération pour brosser, d'une plume certes académique, un beau paysage.

« Le ciel, qui avait été brumeux pendant la matinée s’éclaircissait par places ; des trouées de soleil éclairaient brusquement tantôt la prairie, tantôt un des versants de la forêt. Cette illumination intermittente donnait au paysage une brève splendeur printanière. La chanson discrète des rouges-gorges, les fleurs lilas des veilleuses éparses dans les près aidaient encore à l’illusion. Les parties restées dans l’ombre n’avaient pas, du reste, une coloration moins vivace : le brun pourpré des poiriers sauvages, le rouge sanglant des cerisiers, l’or pâle des sycomores et les retroussis argentés des saules semaient de taches éclatantes les frondaisons encore vertes des chênes et la rousseur fauve des hêtres. De loin en loin, au moindre souffle d’air, l’effeuillement soudain de quelques trembles ressemblait à une envolée de frêles papillons blancs. »

— Reine des bois
Atteint d'un cancer du côlon, il meurt le 23 avril 1907. Il est inhumé au cimetière de Bourg-la-Reine (dans la division 3).
Sans enfant, il laissa ses biens à ses amis M. et Mme Archambault, de Beaune, qui vivaient avec le couple et qui s'occupèrent de lui après la mort de son épouse.

## Œuvres

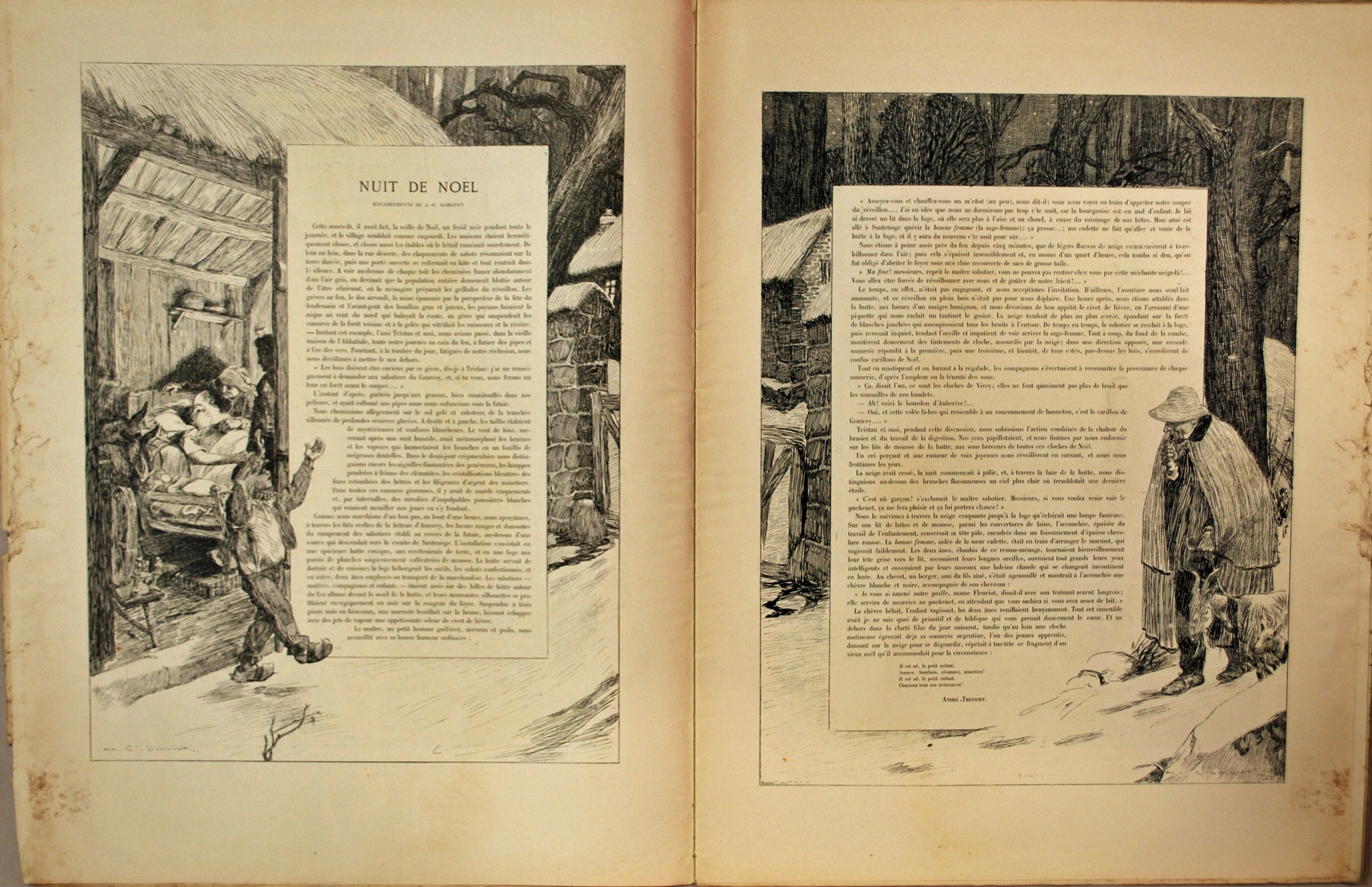
Nuit de Noël, 1899.

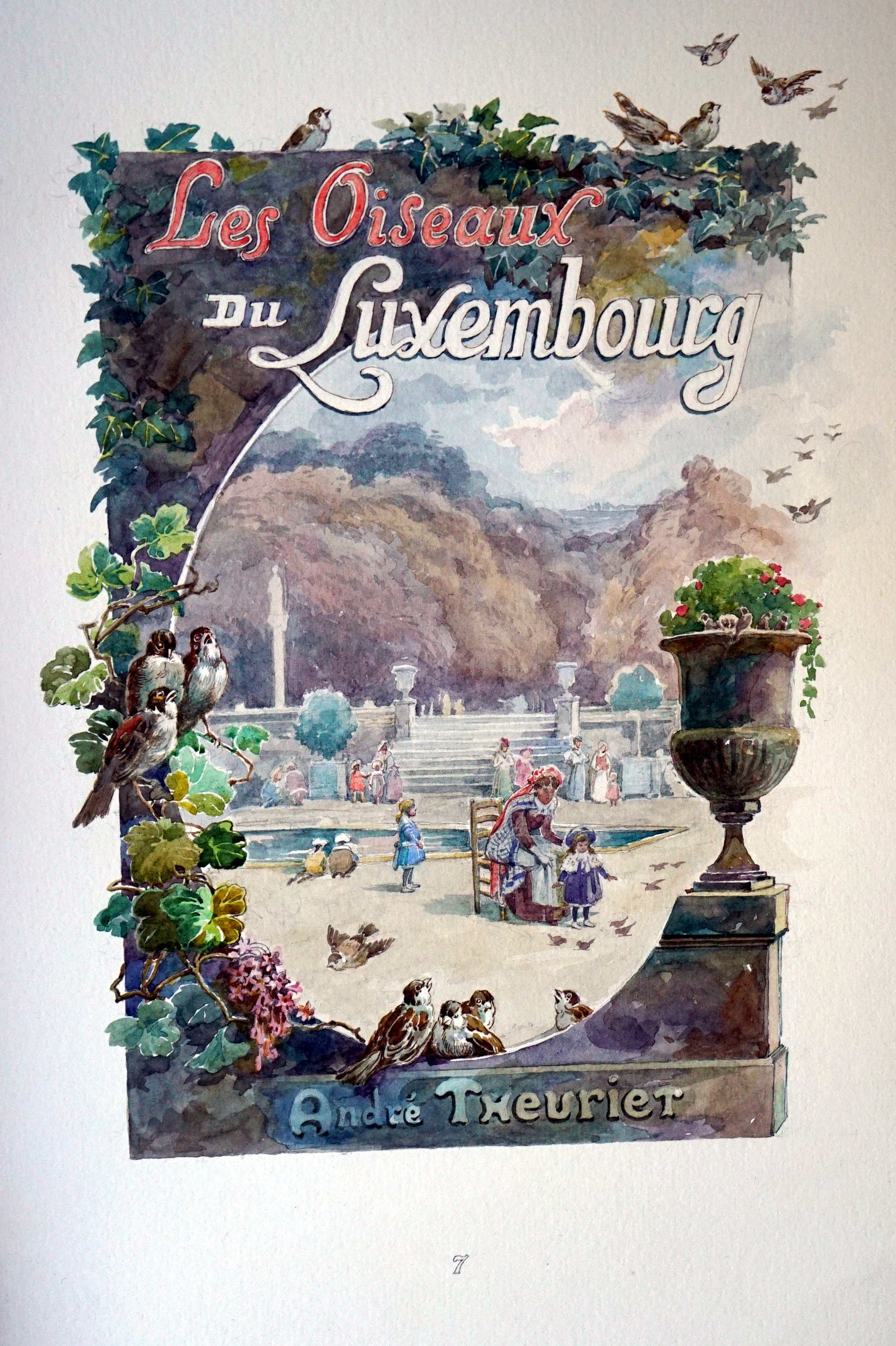
Les oiseaux du Luxembourg, dessin d'Auger.

### Poésie
- Le Chemin des bois, poèmes et poésies (1867) 1er recueil couronné par l'Académie française
- Le Legs d'une Lorraine, Paris, Alphonse Lemerre, 1871, 8 p. (lire en ligne)
- Le Bleu et le Noir, poèmes de la vie réelle (1873)
- Le Livre de la payse : Nouvelles poésies, Paris, Alphonse Lemerre, 1883, 175 p. (lire en ligne)
- Nos oiseaux (ill. Hector Giacomelli et gravures sur bois de Jules Hoyot), Paris, H. Launette et Cie, 1887, 206 p. (lire en ligne)
- Carillons de Noël en hommage à Léon Lhermite (année non communiquée)
- La Ronde des saisons et des mois (1882)
- Jardin d'automne (1894)
- Contes pour les soirs d'hiver

### Romans et nouvelles
- Bigarreau, suivi de La Pamplina, de Marie-Ange, de L'Oreille d'ours et de La Saint-Nicolas, Alphonse Lemerre, s.d.
- Mademoiselle Guignon, Paris, Charpentier, 1874, 320 p. (lire en ligne)
- Le Mariage de Gérard, Paris, Ernest Flammarion, 1875, 255 p. (lire en ligne)
- Raymonde : le Don Juan de Vireloup, Paris, G. Charpentier, 1877, 352 p. (lire en ligne)
- Sous bois : impressions d'un forestier, Paris, G. Charpentier, 1878, 326 p. (lire en ligne)
- Le filleul d'un marquis, Paris, G. Charpentier, 1878, 332 p.
- Le Fils Maugars, Paris, G. Charpentier, 1879, 320 p. (lire en ligne)
- La Maison des deux Barbeaux : Le sang des Finoël, Paris, Paul Ollendorff, 1879, 317 p. (lire en ligne)
- Sauvageonne, Paris, Paul Ollendorff, 1881, 311 p. (lire en ligne)
- Toute seule, Paris, G. Charpentier, 1880, 333 p. (lire en ligne)
- Les Enchantements de la forêt, Paris, Librairie Hachette, coll. « Bibliothèque des écoles et des familles », 1881, 220 p. (lire en ligne)
- Madame Heurteloup (1882)
- Le secret de Gertrude (ill. Émile Adan, Eaux fortes gravées par Auguste Boulard et vignettes dans le texte gravées sur bois par Jules Huyot), Paris, H. Launette et Cie, 1890, 213 p. (lire en ligne)
- Michel Verneuil, Paris, Paul Ollendorff, 1883, 325 p. (lire en ligne)
- Tante Aurélie (1884)
- L'horloge, Paris-Noël 1885-1886, pages 4-5-6.
- Eusèbe Lombard, Paris, Fayards frères, 1885, 191 p. (lire en ligne)
- Les œillets de Kerlaz, Conquet, (1885)
- Péché mortel (1885)
- Contes pour les jeunes et les vieux, illustré par Stanislaw Rejchan et Felician Myrbach  (1886)
- Mœurs d'employés (1887)
- Contes de la vie de tous les jours. Les œillets de Kerlaz[8] (1887)
- La Vie rustique (ill. Léon Lhermitte, gravures sur bois de Clément Bellenger), Paris, Librairie Charles Tallandier, 1887, 336 p. (lire en ligne)
- L'Affaire Froideville : Mœurs d'employés, Paris, Ernest Flammarion, 1887, 70 p. (lire en ligne)
- Contes de la vie de tous les jours. Les œillets de Kerlaz[8] (1887)
- Amour d'automne (ill. S. Macchiati), Paris, Alphonse Lemerre, 1887, 346 p. (lire en ligne)
- Contes de la forêt (1888)
- Contes de la vie intime, Paris, Martinet, 1888, 213 p. (lire en ligne)
- Josette (1888)
- Contes pour les soirs d'hiver, illustré par Stanislaw Rejchan (1889)
- Deux sœurs, Paris, Alphonse Lemerre, 1889, 301 p. (lire en ligne)
- L'Amoureux de la préfète (1889)
- Le Bracelet de turquoises (1890)
- L'Oncle Scipion, Paris, Alphonse Lemerre, 1890, 314 p. (lire en ligne)
- Reine des bois, Paris, Bibliothèque Charpentier, 1890, 308 p. (lire en ligne)
- Charme dangereux, Paris, Alphonse Lemerre, 1891, 422 p. (lire en ligne)
- L'Abbé Daniel (1893)
- La Chanoinesse 1789-1793 (« Bibliothèque des romans historiques ») (1893)
- Contes forestiers (1894)
- Rose-Lise (1895)
- Cœurs meurtris (1896)
- Boisfleury (1897)
- Contes de la primevère (1897)
- Le Refuge, Paris, Alphonse Lemerre, 1898, 329 p. (lire en ligne)
- Dorine (1899)
- Dans les Roses (1899) où il évoque les querelles entre ses concitoyens
- Frida (ill. par la photographie d'après nature), Paris, Nilsson - Per Lamm, coll. « La voie merveilleuse », 1899, 163 p. (lire en ligne)
- Villa tranquille (1899)
- Nuit de Noël, 1899, Paris-Noël
- Claudette, contes et propos rustiques (1900)
- Jours d'été, Paris, Société d'éditions littéraires et artistiques, Librairie Paul Ollendorff, illustré par Clémentine-Hélène Dufau, 1901, 188 p.
- Les crèches de Bethléem, Paris-Noël 1901.
- La petite dernière, Paris, Ernest Flammarion, 1901, 85 p. (lire en ligne)
- Le manuscrit du chanoine, Paris, Alphonse Lemerre, 1902, 295 p. (lire en ligne)
- La Sœur de lait (1902)
- Histoires galantes et mélancoliques (1903)
- Les Revenants (1904)
- Souvenirs des vertes saisons : Années de printemps - jours d'été, Paris, Société d'éditions littéraires et artistiques, 1904, 344 p. (lire en ligne)
- L'Oncle Flo (1906)
- Colette (posthume, 1908)
- Au Paradis des Enfants (1887) Éditeur Paul Ollendorff, 28 rue Richelieu Paris. Ouvrage tiré en 10 exemplaires.

### Préfaces
- Avant-propos aux 'Fables' de Florian en 1899
- Préface du recueil de poèmes de Hégésipe Moreau, Le myosotis, publié à Paris chez L. Conquet en 1893
- Préface de 'Le Vieil Annecy' de C. Pinet vers 1900

### Théâtre
- Jean-Marie, drame en 1 acte, en vers, Paris, théâtre de l'Odéon, 11 octobre 1871.
- La Maison des deux barbeaux, comédie en 3 actes (en collaboration avec Henri Lyon), Paris, Odéon-Théâtre de l'Europe, 4 février 1885.
- Raymonde, comédie en 3 actes, (en collaboration Eugène Morand), Paris, Comédie-Française, 28 mai 1887.
- Les Maugars, pièce en 4 actes (en collaboration avec Georges Loiseau), Paris, théâtre de l'Odéon, 1er octobre 1901.

## Récompenses
- 1868 : prix Montyon de l’Académie française
- 1874 : prix Maillé-Latour-Landry de l’Académie française
- 1880 : prix Vitet de l’Académie française avec Albert Delpit.

## Distinctions
- 1879 :  Chevalier de la Légion d'honneur
- 1895 :  Officier de la Légion d'honneur

## Hommages
- Une rue porte son nom dans les villes de Cluses, Bourg-la-Reine, d'Aulnay-sous-Bois, Metz, Nancy, Clermont-Ferrand, Brest, Annecy, Saint-Dizier, Chaumont, Nice, Paris, Toulouse, Marly-le-Roi, Bar-le-Duc  et Le Grand-Pressigny, avenue André Theuriet (où une plaque de marbre a été scellée sur la maison qu'il habita), une place porte son nom à Dijon ; à Talloires se trouve un collège à son nom, et à Civray, un lycée.
- Le 9 novembre 1913, le Monument à André Theuriet est inaugurée à Bourg-la-Reine par le président de la République Raymond Poincaré et le sous-secrétaire d'État aux Beaux-Arts Léon Bérard, dans une rue portant son nom, en présence du maire de la ville : le colonel Albert Candelot. Il est dû au sculpteur Charles Théodore Perron, qui demeurait également à Bourg-la-Reine ; le fondeur est René Fulda, à Paris. Un monument lui est également dédié à Auberive, en Haute-Marne, où il fut directeur de l’enregistrement de 1856 à 1858, sur la place q porte son nom. Ce monument a été élevé en 1907, le buste en bronze ayant été refait en 1998 par le sculpteur J.M. MAILLARD de Rouelles à la suite d'un vol.
- Dans la version parue en France en 1906 du livre sur les Bucegi, Nestor Urechia lui rend un chaleureux hommage par cette dédicace[9] : « À André Theuriet, au maître écrivain, chanteur des bois, des fleurs et des doux sentiments. »

## Musique
- Édouard Lalo, Marine, Le Rouge-gorge, sur des poésies extraites du recueil Le Livre de la Payse (1884)

### Iconographie
- Dornac, Portrait de l'écrivain André Theuriet (1833-1907) dans son intérieur, entre 1885 et 1895, photographie, Paris, musée Carnavalet (notice en ligne).